# Pescăruș argintiu american
Pescărușul argintiu american (Larus smithsonianus) este un pescăruș mare care se reproduce în America de Nord, unde este tratat de Societatea Ornitologică Americană ca o subspecie a pescărușului argintiu (L. argentatus).

## Taxonomie

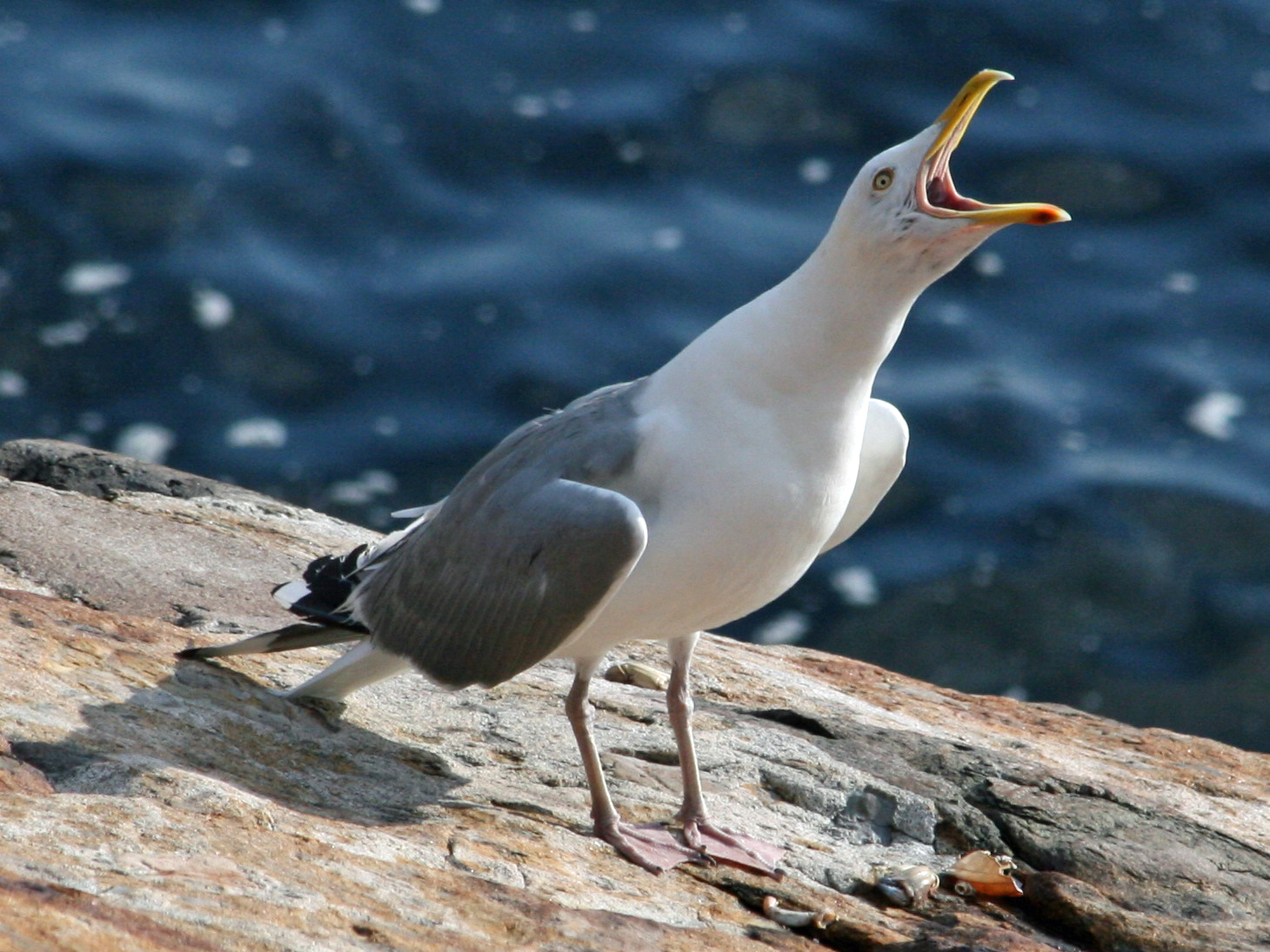
Pescăruș argintiu american în Parcul Național Acadia, Maine

Acest pescăruș a fost descris pentru prima dată ca specie nouă în 1862 de Elliott Coues, pe baza unei serii de specimene de la Smithsonian Institution. Ulterior a fost reclasificat ca subspecie a pescărușului argintiu (Larus argentatus). Denumirea genului provine din latinescul Larus, care se referă la un pescăruș sau altă pasăre mare. Numele speciei smithsonianus îl comemorează pe chimistul englez James Smithson, a cărui moștenire de 100.000 de lire sterline a permis înființarea instituției care îi poartă numele.
Taxonomia grupului pescărușului argintiu este foarte complicată și multe aspecte sunt încă controversate și incerte. Un studiu din 2002 a sugerat că pescărușul argintiu american nu este strâns înrudit cu pescărușii argintii europeni, aparținând în schimb unei clade separate de pescăruși. Mai multe autorități, precum Association of European Rarities Committees și British Ornithologists' Union îl recunosc acum ca specie separată. British Ornithologists' Union include, de asemenea, pescărușul Larus vegae din nord-estul Asiei în cadrul pescărușului argintiu american.

## Descriere
Este un pescăruș mare, cu un cioc lung și puternic și cu pieptul umflat. Masculii au o lungime de 60-66 cm și o greutate de 1-1,65 kg. Femelele sunt lungi de 53-62 cm și cântăresc 600-900 g. Anvergura aripilor este de 120-155 cm. Dintre măsurătorile standard, coarda aripii este de 41,2-46,8 cm, ciocul este de 4,4-6,2 cm, iar tarsul este de 5,5-7,6 cm.
Adulții care se reproduc au capul, târtița, coada și părțile inferioare albe, iar spatele și partea superioară a aripilor sunt gri deschis. Vârfurile aripilor sunt negre, cu pete albe numite „oglinzi”, iar marginea posterioară a aripii este albă. Aripile inferioare sunt cenușii, cu vârfuri întunecate ale penelor primare exterioare. Picioarele sunt în mod normal roz, dar pot avea o nuanță albăstruie sau, ocazional, galbenă. Ciocul este galben, cu o pată roșie pe mandibula inferioară. Ochiul este strălucitor, de un galben pal până la mediu, cu un inel galben sau portocaliu în jurul său. Iarna, capul și gâtul sunt dungate cu maro.

## Comportament

### Hrană

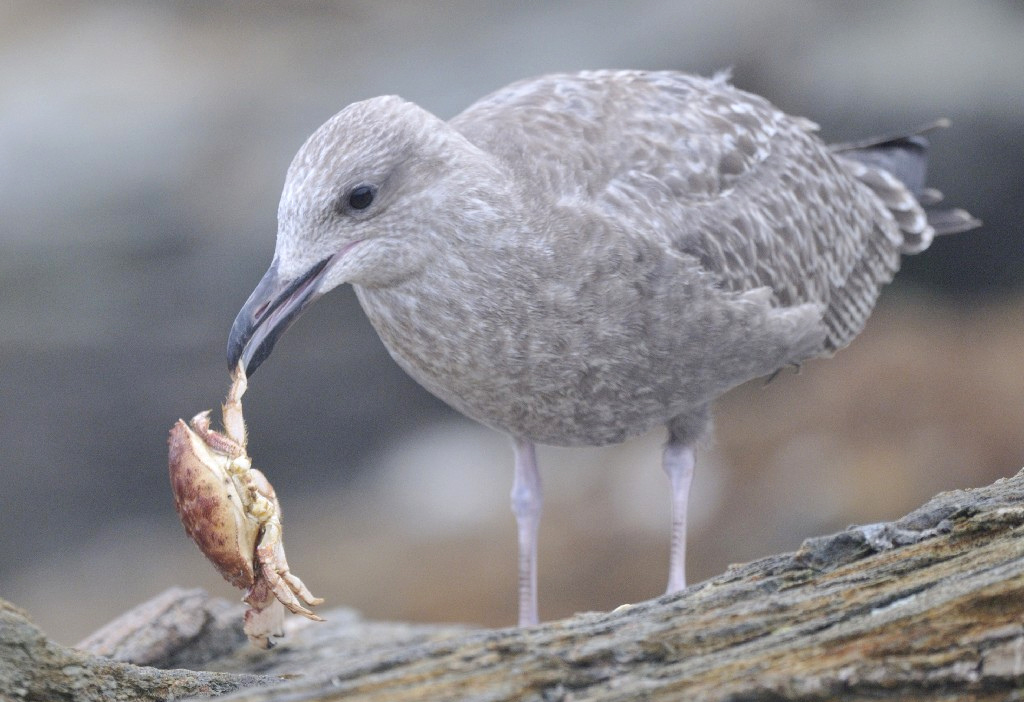
Pui de pescăruș mâncând un crab

Are o dietă variată, care include nevertebrate marine precum midii, crabi, arici de mare și calamari; pești precum capelin, alosa pseudoharengus și cei din familia Osmeridae; insecte; și alte păsări, inclusiv puii și ouăle acestora. Deseori se hrănește cu resturi de animale și deșeuri umane. Mâncarea este smulsă de la suprafața țărmului sau a mării sau este capturată prin scufundare sub apă. De asemenea, se hrănește cu scoici și midii lăsându-le să cadă de la înălțime pe suprafețe dure precum stânci pentru a le sparge cochiliile. Există unele îndoieli cu privire la faptul dacă acest comportament este învățat sau înnăscut, deși pare să fie învățat.

### Reproducere
Perechile se formează în martie sau aprilie. Cuibul este o adâncitură pe sol căptușită cu vegetație, cum ar fi iarbă, alge marine și pene. De obicei, sunt depuse trei ouă într-o perioadă de patru până la șase zile. Ouăle au o lungime de 72 mm și o culoare variabilă, cu marcaje maro pe un fond albastru deschis, măsliniu sau scorțișoară. Ouăle sunt incubate timp de 30-32 de zile, începând cu depunerea celui de-al doilea ou. Puii zboară după 6-7 săptămâni și sunt hrăniți în zona cuibului timp de încă câteva săptămâni. Ei continuă să fie îngrijiți de părinți până la vârsta de aproximativ 6 luni. Ambii părinți sunt implicați în construirea cuibului, incubarea ouălor și hrănirea puilor. S-a observat că unele perechi creează o legătură strânsă, stând în apropiere una de cealaltă pe tot parcursul anului; alți pescăruși dau dovadă de mai multă independență, dar pot avea același partener în fiecare primăvară.

## Galerie

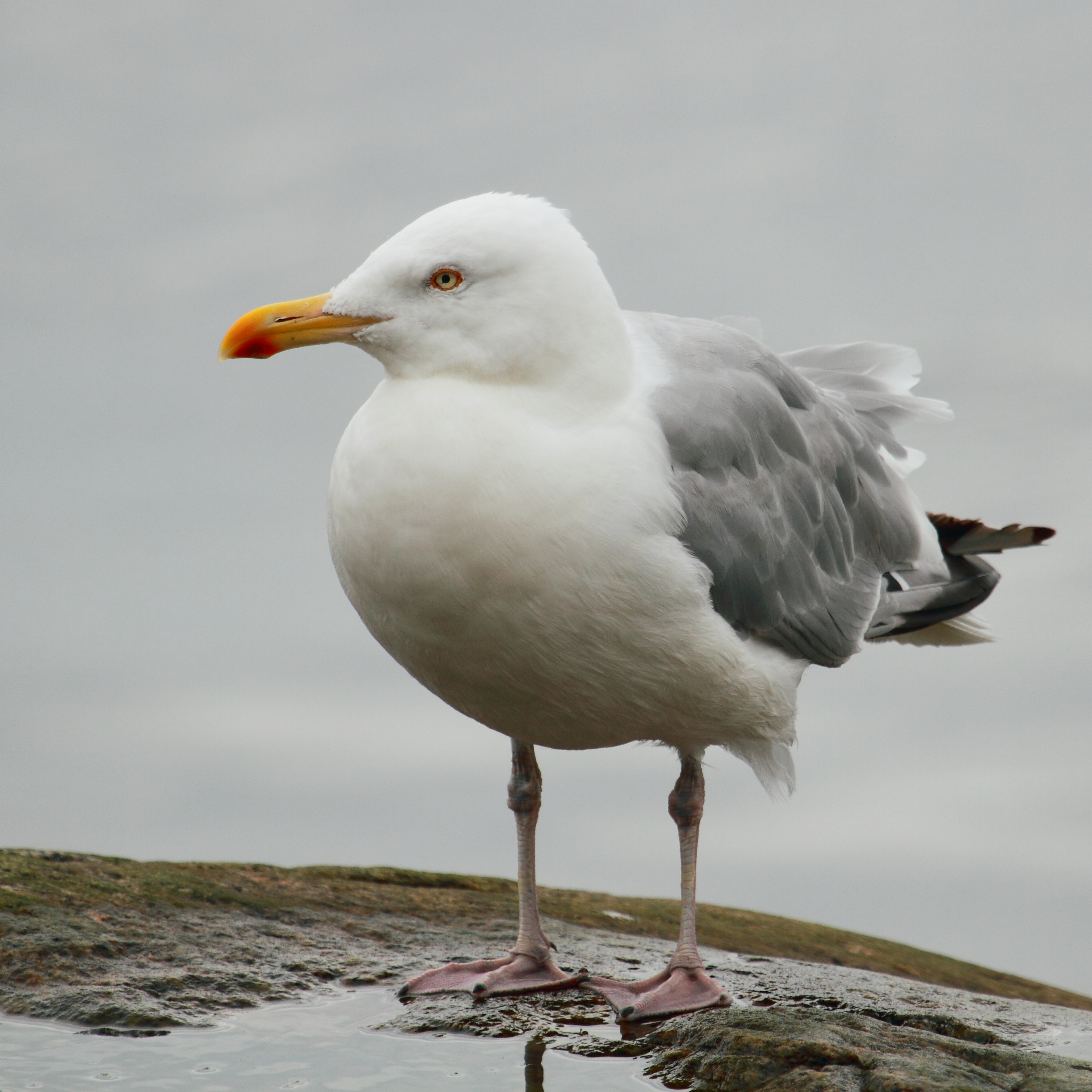
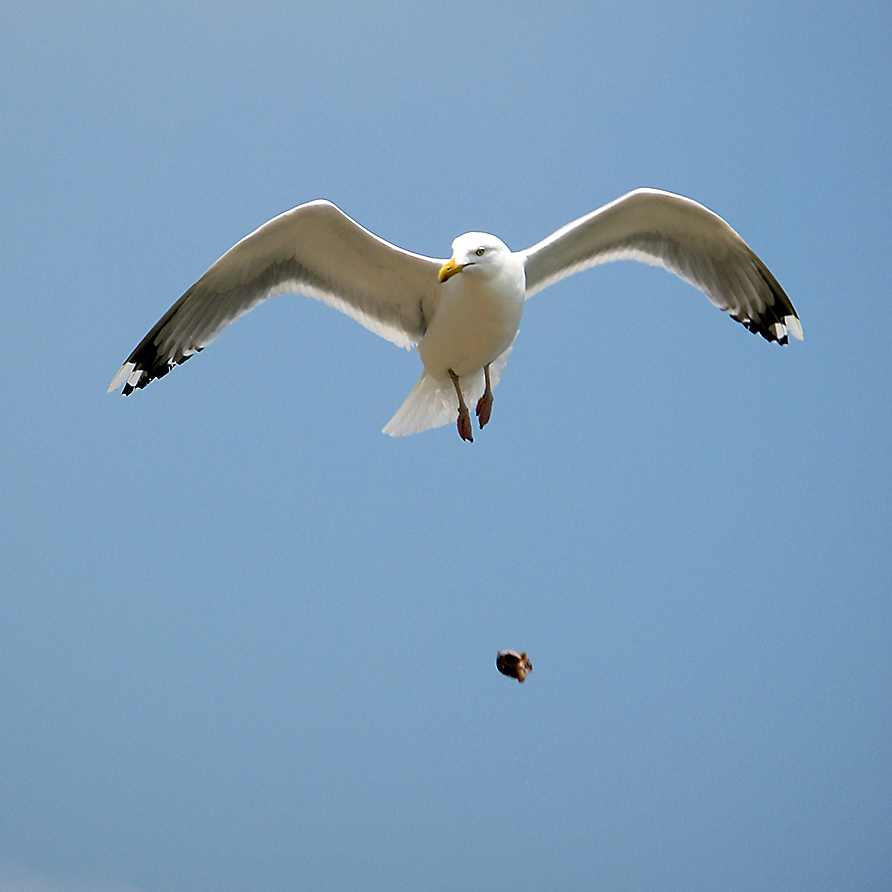
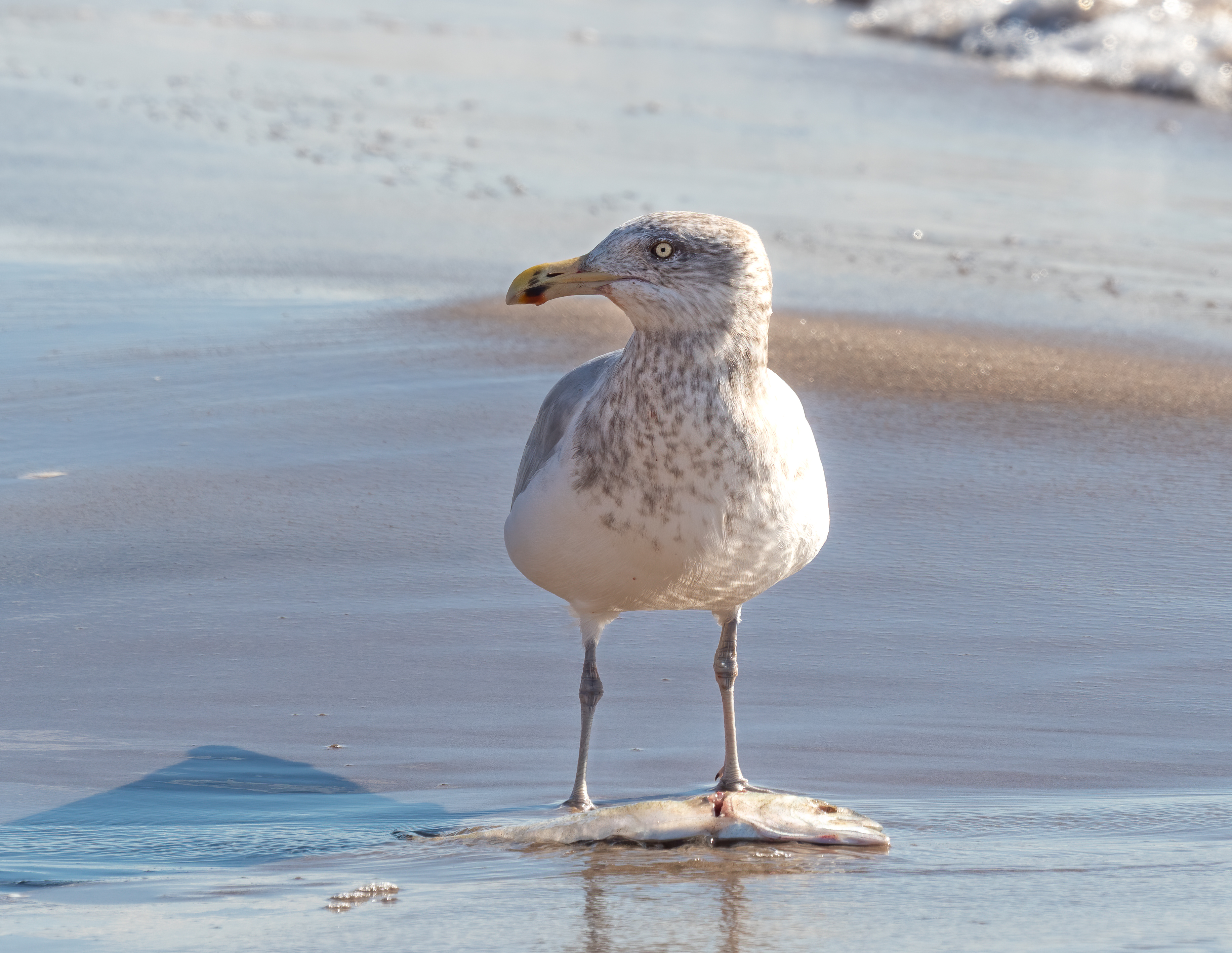
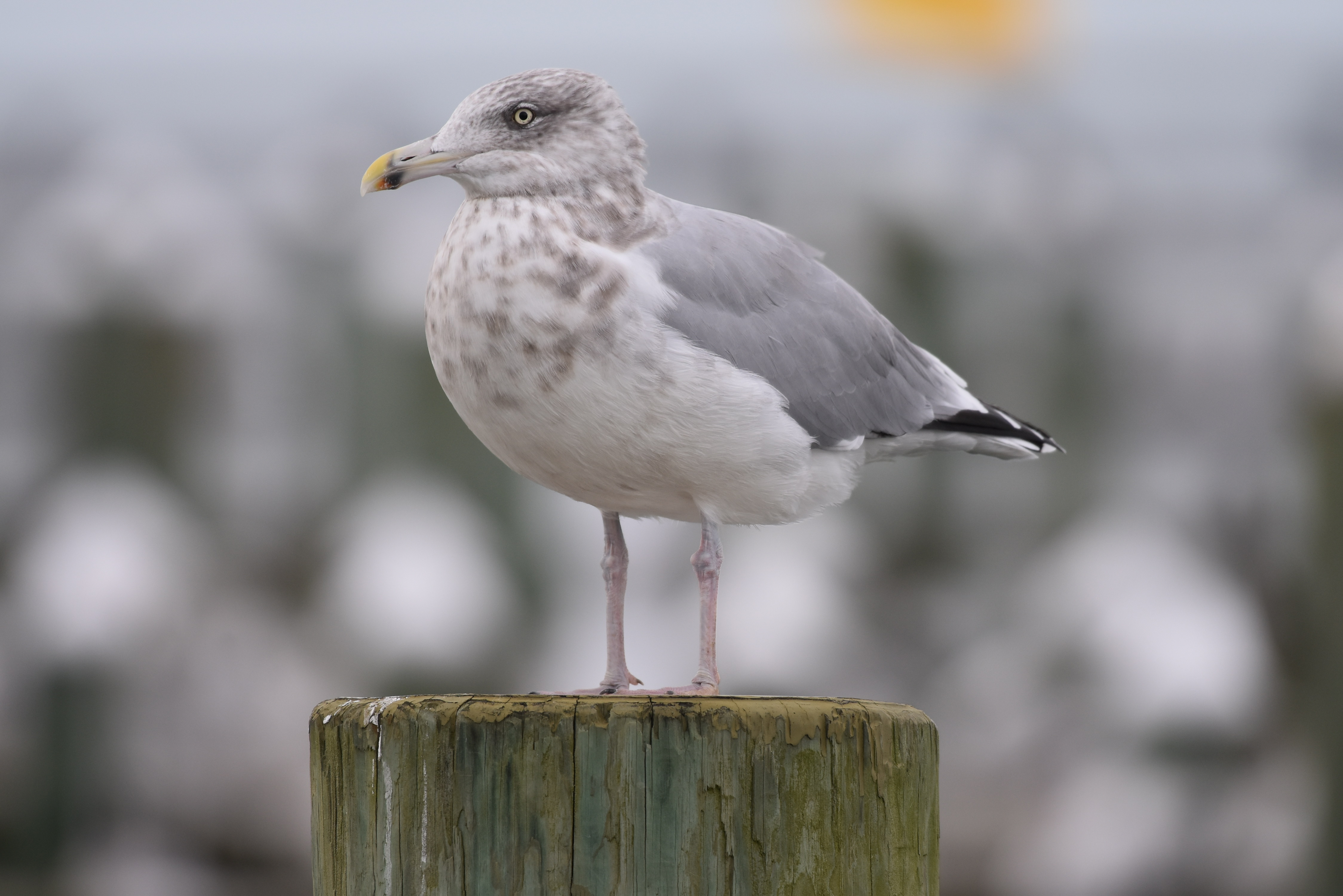